# James Harrison (Footballspieler)
James Andrew Harrison Jr. (* 4. Mai 1978 in Akron, Ohio) ist ein ehemaliger US-amerikanischer American-Football-Spieler auf der Position des Linebackers. Er spielte für die Pittsburgh Steelers und die Cincinnati Bengals in der National Football League (NFL). Im August 2014 gab er sein Karriereende bekannt, unterschrieb einige Wochen darauf dann aber doch einen neuen Vertrag mit den Pittsburgh Steelers. Ab Dezember 2017 spielte er für die New England Patriots, bevor er dann im April 2018 sein endgültiges Karriereende bekanntgab.

## Frühe Jahre
James Harrison wurde in Akron als jüngstes von 14 Kindern von James Sr. und Mildred Harrison geboren und spielte erst für die Erzbischof-Hoban-High-School und danach für die Coventry High School auf der Position des Runningbacks und des Linebackers. Seine Mutter war dagegen, dass er American Football spielte. Sein Lieblingsteam zu der Zeit waren die Cleveland Browns, die im nur rund 65 km entfernten Cleveland spielten.

## College Football
Anschließend besuchte Harrison die Kent State University, wo er für die Kent State Golden Flashes College Football spielte. Er wurde bereits als Junior im Jahr 2000 mit 106 Tackles, davon 13, die zu Raumverlust führten, Stammspieler. Darüber hinaus hatte er eine Interception und drei eroberte Fumble. Im Jahr 2001 wurde er mit 98 Tackles und 15 Sacks in die All-MAC-Auswahl aufgenommen und dafür von der Kent State University geehrt.

## Profikarriere
Im Jahr 2002 wurde er von den Pittsburgh Steelers als ungedrafteter Spieler unter Vertrag genommen. Dort wurde er zunächst nur sporadisch eingesetzt und nach der Saison 2003 entlassen. Ende 2003 wurde er von den Baltimore Ravens unter Vertrag genommen und zu Rhein Fire in die NFL Europe geschickt, dort jedoch auch wieder entlassen. Nachdem er mehrmals entlassen worden war, dachte er darüber nach, seine Profikarriere im Alter von nur 26 Jahren zu beenden. Kurz danach wurde er durch verletzungsbedingte Ausfälle erneut von Pittsburgh unter Vertrag genommen. 
Wieder bei den Steelers schaffte er es 2004 als Spieler für Special Teams und als Linebacker in deren Kader und gewann in den Jahren 2006 und 2009 den Super Bowl (Super Bowl XL und Super Bowl XLIII).
Ihm gelang am 1. Februar 2009 als erstem und bislang einzigem Spieler in der Geschichte des Super Bowls ein Interception-Return-Touchdown über die gesamte Spielfeldlänge von 100 Yards. Zudem wurde er zum NFL Defensive Player of the Year 2008 gewählt.
Nachdem sich Harrison und die Steelers im Jahr 2012 nicht auf eine Gehaltskürzung einigen konnten, entließen ihn die Steelers, und er wechselte am 23. April 2013 zur Saison 2013 zu den Cincinnati Bengals. Dort wurde er am 30. März 2014 nach nur einer Saison entlassen. 
Nachdem er sich nicht auf einen Vertrag mit den Arizona Cardinals einigen konnte, die er im August 2014 besuchte, gab er am 30. August 2014 bekannt, vom aktiven Sport zurückzutreten. Wegen seiner Verbundenheit und seiner Verdienste für Pittsburgh kündigten die Steelers an, Harrison erneut für einen Tag unter Vertrag zu nehmen, so dass er am 5. September 2014 seine Karriere offiziell als Steeler beenden konnte. Nachdem die Steelers zwei Linebacker verletzungsbedingt verloren, kehrte Harrison nur wenige Wochen nach seinem Rücktritt in die Mannschaft zurück.
Am 23. Dezember 2017 wurde Harrison von den Steelers in die Free Agency entlassen. Drei Tage danach unterschrieb der Linebacker einen Einjahresvertrag bei den New England Patriots. Nach dem verlorenen Super Bowl LII verkündete er am 16. April 2018 sein endgültiges Karriereende.